# Lerista distinguenda
Lerista distinguenda är en ödleart som beskrevs av  Werner 1910. Lerista distinguenda ingår i släktet Lerista och familjen skinkar. Inga underarter finns listade i Catalogue of Life.